# Scott Stuber

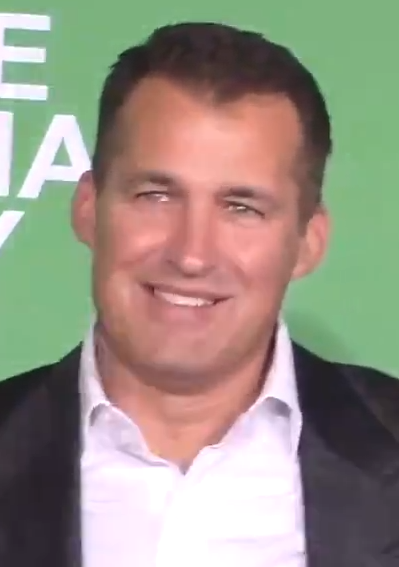
Scott Stuber (2016)

Scott Stuber (* 13. Dezember 1968 in Los Angeles, Kalifornien) ist ein US-amerikanischer Filmproduzent.

## Karriere
Der 1968 geborene Stuber begann seine Karriere im Marketing von Universal Pictures und war später vier Jahre bei Lauren Shuler Donners Produktionsunternehmen beschäftigt. Mitte der 1990er Jahre war er in zwei Kleinstrollen als Schauspieler aktiv. 1997 fungierte er beim Katastrophenfilm Volcano als Associate Producer. Im August des Jahres wechselte er erneut zur Universal, wo er Senior Vice President of Production wurde. Im Februar 2000 wurde zum Executive Vice President of Production befördert und übernahm gemeinsam mit Mary Parent das Produktionsmanagement des Studios.
Ende 2005 gründeten Stuber und Parent das Filmproduktionsunternehmen Stuber/Parent Productions. Seither war er als eigenständiger Filmproduzent tätig, wobei sein Schwerpunkt auf Komödien und Actionfilmen lag. 2008 wurde der bestehender First-Look-Deal zwischen Stuber Pictures und Universal bis zum Jahr 2013 verlängert. 2012 benannte er sein Unternehmen in Bluegrass Films um. Ein Jahr später stieß der Produzent Dylan Clark zu Bluegrass Films.
Im Frühjahr 2017 wechselte Stuber zum Streamingdienst Netflix, wo er für die Entwicklung, Produktion und Akquise von Spielfilmen verantwortlich war. Seit Frühjahr 2023 war er Chairman von Netflix Films. Im Januar 2024 gab Stuber bekannt, dass er Netflix verlassen wird. Ende Juli 2024 gaben die Amazon MGM Studios bekannt, dass Stuber für das Unternehmen das Produktionsunternehmen United Artists leiten soll.

## Privatleben
Stuber war in erster Ehe von 2008 bis 2009 mit der Schauspielerin Rachel Nichols verheiratet. Seit September 2011 ist er mit Molly Sims verheiratet.  Aus der Ehe gingen zwei Söhne und eine Tochter hervor.

## Filmografie (Auswahl)
Producer
- 2006: Trennung mit Hindernissen (The Break-Up)
- 2006: Ich, Du und der Andere (You, Me and Dupree)
- 2007: Operation: Kingdom (The Kingdom)
- 2008: Willkommen zu Hause, Roscoe Jenkins (Welcome Home, Roscoe Jenkins)
- 2008: Vorbilder?! (Role Models)
- 2009: Love Happens
- 2009: All Inclusive (Couples Retreat)
- 2010: Wolfman (The Wolfman)
- 2010: Repo Men
- 2010: Love and other Drugs – Nebenwirkung inklusive (Love and other Drugs)
- 2011: Your Highness
- 2012: Safe House
- 2012: Battleship
- 2012: Ted
- 2013: Voll abgezockt (Identity Thief)
- 2014: Endless Love
- 2014: A Million Ways to Die in the West
- 2014: Kill the Messenger
- 2015: Ted 2
- 2016: Central Intelligence
- 2016: Free State of Jones
- 2016: Boston (Patriots Day)
- 2016: Office Christmas Party
- 2016: The Third Wheel

Executive Producer
- 2010: The Pink House (Fernsehfilm)
- 2011–2013: Alex und Whitney – Sex ohne Ehe (Whitney, Fernsehserie, 37 Folgen)
- 2012: Brothers-In-Law (Fernsehfilm)
- 2013: Prakti.com (The Internship)
- 2013: 47 Ronin
- 2017: Little Evil
- 2017–2018: The Mayor (Fernsehserie, 13 Episoden)
- 2017–2019: Ryan Hansen Solves Crimes on Television (Fernsehserie, 9 Episoden)
- 2019–2022: The Umbrella Academy (Fernsehserie, 19 Episoden)

Schauspieler
- 1995: Assassins – Die Killer (Assassins)
- 1995: Free Willy 2 – Freiheit in Gefahr (Free Willy 2: The Adventure Home)